# Schloen
Schloen ist ein Ortsteil der Gemeinde Schloen-Dratow im Landkreis Mecklenburgische Seenplatte in Mecklenburg-Vorpommern (Deutschland).

## Geografie
Der Ort Schloen in der Mecklenburgischen Seenplatte ist etwa sieben Kilometer von Waren (Müritz) entfernt. Am Südufer des etwa 300 Hektar großen Torgelower Sees fließt die Ostpeene, die nur wenig südlich von Schloen entspringt, im Norden des Müritz-Nationalparkes.
Zu Schloen gehörten die Ortsteile Neu Schloen, Oberschloen und Schloener Kolonie.

## Geschichte
Im Land Slone, wie das Gebiet einst hieß, siedelten ursprünglich Slawen. An der Stelle der ehemaligen Wallburg wurde am Anfang des 13. Jahrhunderts die Kirche errichtet (der Kirchturm stammt aus dem Jahr 1765). Erstmals taucht Schloen 1218 in einer Urkunde auf.
Die 1837 erbaute Wassermühle an der Ostpeene ist inzwischen restauriert worden.
Die günstige Verkehrslage Schloens ist der Grund für die Ansiedlung einiger Gewerbebetriebe. Durch den Bau von Ein- und Mehrfamilienhäusern konnte die Gemeinde entgegen dem Trend in Mecklenburg die Einwohnerzahl erhöhen. Neben der Landwirtschaft, die traditionell in der Region vorherrscht, entwickelt sich auch der Tourismus (Bauernhof-Hotel).
Am 1. Januar 2012 schlossen sich Schloen und die Nachbargemeinde Groß Dratow zu Dratow-Schloen zusammen, was zwei Jahre später in Schloen-Dratow umbenannt wurde.

## Baudenkmale
- Dorfkirche Schloen

## Persönlichkeiten
- Anna Goetze (1869–1943), Schriftstellerin, geboren in Schloen
- Wilhelm Brückner (1878–1928), Bürgermeister von Schleswig und Staatsminister der Justiz in Mecklenburg-Schwerin, geboren in Schloen
- Claus Müller-Schloen (1953–2015), Maler und Grafiker

## Belege
1. ↑  Änderungen bei den Gemeinden Deutschlands, siehe 2012 StBA